# نیدرشتاوفنباخ
نیدرشتاوفنباخ (به آلمانی: Niederstaufenbach) یک شهر در آلمان است که در Altenglan واقع شده‌است. نیدرشتاوفنباخ ۲۹۳ نفر جمعیت دارد.